# 阿南警察署 (長野県)
阿南警察署（あなんけいさつしょ）は、長野県警察が管轄する警察署の一つである。所在地は阿南町ではなく、泰阜村内にあり、天竜川をはさんで町村境に近い位置にある。長野県警察の警察署の中では最も小規模である。
1952年（昭和27年）、阿南地方を管轄する警察署として開署。これは昭和の大合併による1957年（昭和32年）の阿南町発足よりも先であった。

## 所在地
- 〒399-1801 長野県下伊那郡泰阜村字温田8447-3

## 管轄区域
- 長野県下伊那郡
  - 阿南町
  - 下條村
  - 売木村
  - 天龍村
  - 泰阜村

## 沿革
- 1952年（昭和27年） - 阿南警察署開署。
- 2006年（平成18年）
  - 3月24日 - 平岡駐在所と福島駐在所を統合し天龍村駐在所に、南信濃遠山駐在所と南信濃木沢駐在所を統合し南信濃駐在所とする。
  - 4月1日 - 飯田市のうち、旧南信濃村、旧上村の区域が阿南警察署から飯田警察署に管轄変更。

## 駐在所
- 泰阜村駐在所
- 下條村駐在所
- 富草駐在所（阿南町）
- 大下条駐在所（阿南町）
- 新野駐在所（阿南町）
- 天龍村駐在所
- 売木村駐在所